# Малые Скалы

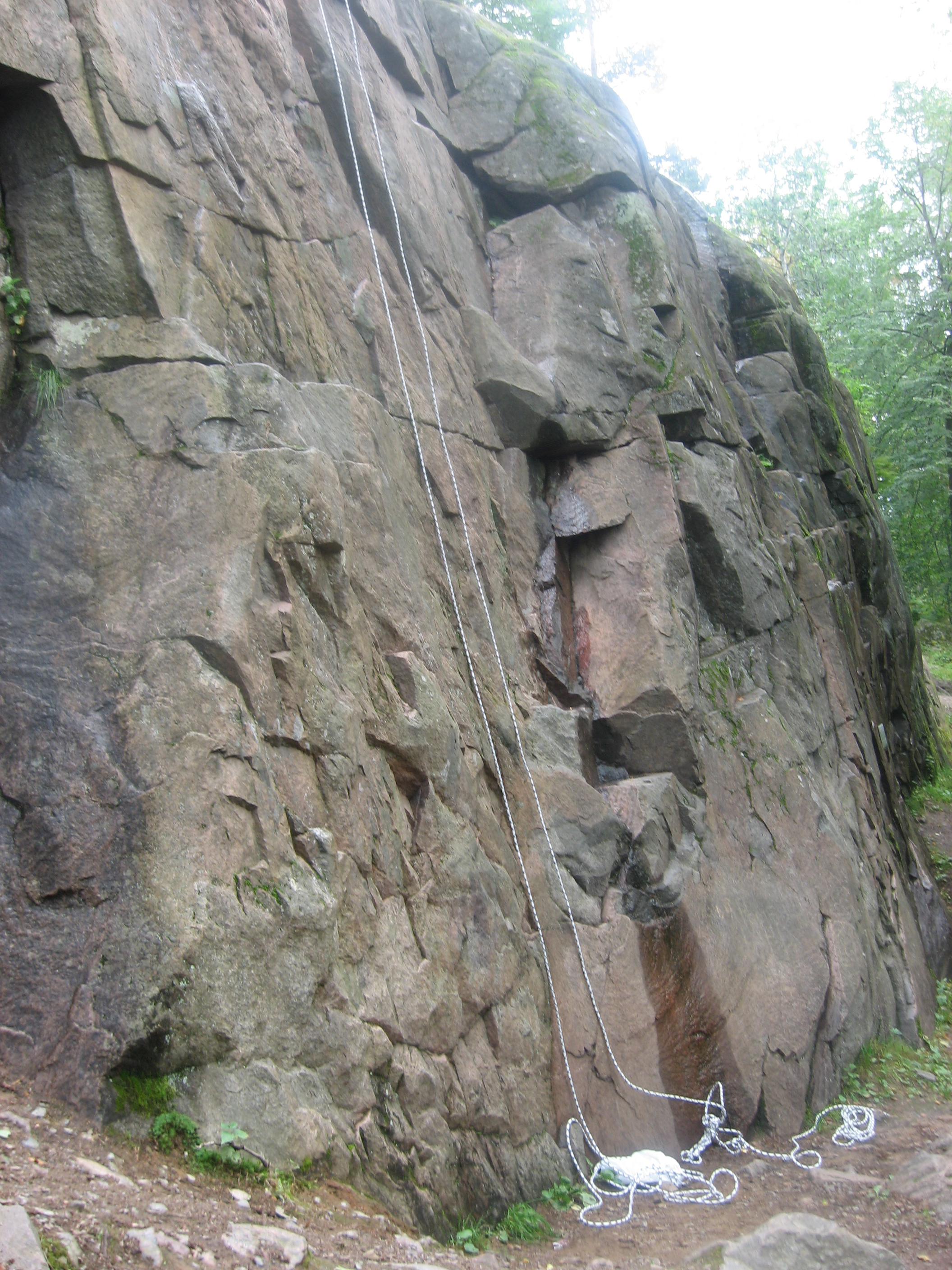
Одно из самых высоких мест на Малых скалах

Малые (Ближние) Скалы, также Массив — скальный массив около поселка Гранитное (платформа Капеасалми или 148-й км) под г. Приозерск (Ленинградская область) на берегу пролива Рыбацкий системы озёр Вуокса. Высота — до 15 метров (в путеводителе 1966 года приводится высота до 30-40 м, в то время как Водная энциклопедия Ленинградской области пишет о «гранитных вертикальных обрывах высотой до 8 м»). Называются Малыми в отличие от Больших Скал, высотой — до 50 метров (гора Парнас).
Пользуется большой популярностью у любителей туризма и альпинизма. Малые скалы, найденные ленинградскими альпинистами в начале 1950-х годов, дали толчок к развитию в области спортивного скалолазания. Уже в 1952 году в окрестностях Приозерска прошёл первый чемпионат Ленинграда по этому виду спорта. Несмотря на небольшую высоту, Малые скалы представляют собой сложную для скалолазов поверхность; они иссечены расщелинами, предоставляя любителям скалолазания возможность форсировать уступы, отвесные стены и камины (вертикальные или наклонные трещины в скалах с параллельными стенами, между которыми может поместиться тело альпиниста). Район Малых скал привлекает также любителей отдыха на природе, став местом многочисленных популярных туристических стоянок.